# Obsjtina Sadovo
Obsjtina Sadovo (bulgariska: Община Садово) är en kommun i Bulgarien.   Den ligger i regionen Plovdiv, i den centrala delen av landet, 150 km öster om huvudstaden Sofia.
Obsjtina Sadovo delas in i:
- Bogdanitsa
- Boljartsi
- Karadzjovo
- Katunitsa
- Kotjevo
- Milevo
- Popovitsa
- Seltsi
- Tjesjnegirovo
- Achmatovo
- Mominsko

Följande samhällen finns i Obsjtina Sadovo:
- Sadovo

Trakten runt Obsjtina Sadovo består till största delen av jordbruksmark. Runt Obsjtina Sadovo är det ganska tätbefolkat, med 96 invånare per kvadratkilometer.